# 交響曲第4番 (スタンフォード)
交響曲第4番 ヘ長調 Op.31は、チャールズ・ヴィリアーズ・スタンフォードが作曲した交響曲。演奏時間は約44分

## 概要
スタンフォードは前作の「交響曲第3番」が国際的な成功を収めたことで、この曲の初演をベルリンで行う確約を得ていた。作曲は6月4日にケンブリッジ始められ、7月31日にダブリンで完成している。約束の通り、この曲は1889年1月14日に作曲者の指揮によりベルリンで初演され、同年2月23日には水晶宮でオーガスト・マンスの指揮によってイギリス初演が行われた。しかしながらこの曲は交響曲第3番ほどの成功を勝ち得ることはできなかった。楽譜の冒頭には次のモットーが掲げられている。
"Through Youth of Strife,
 Through Death to Life."

## 楽曲構成
第1楽章 アレグロ・ヴィヴァーチェ・エ・ジョジョーソ ヘ長調 3/4拍子
ソナタ形式。冒頭から若々しい性格の主題が奏される。第2主題も落ち着いてはいるが生命力を感じるものである。両主題を用いた展開部を経て再現部、コーダとなる。
第2楽章 インテルメッツォ  アレグレット・アジタート - トランクウィロ・マ・リステッソ・テンポ イ短調 6/8拍子
情熱を秘めた主題が奏される。中間部では優しく流麗な旋律が聴かれる。
第3楽章 アンダンテ・モルト・モデラート ニ短調 4/4拍子
弦楽器が絡み合うように悲痛な主題を主題を奏でる。2つめの主題は救いのあるものである。コーダでは終楽章の歓喜を予感させる。
第4楽章 フィナーレ  アレグロ・ノン・トロッポ - マエストーソ ヘ長調 2/2拍子
ロンド形式。対位法を駆使して3つの主題を扱っていく。開放の喜びに満ちた内容に、冒頭に掲げたのモットーとの齟齬を指摘する声もある。最後は堂々と全曲と閉じる。